# Somebody Loves Me
Somebody Loves Me is een lied van George Gershwin op teksten van Buddy DeSylva en Ballard MacDonald. Het nummer is geschreven voor de revue George White's Scandals of 1924 uit 1924 van acteur, auteur, danser, zanger en manager George White. Het lied is in de loop der jaren een populaire jazzstandard geworden. De eerste zangeres die het lied zong was Winnie Lightner in de 'Scandals of 1924'.

## Bijzonderheden
Vijf jaar lang verzorgde Gershwin alle songs voor de Broadway revues van George White. Die van 1924 was de laatste.Somebody Loves Me was de enige hit uit de show. De eerste die er een opname van maakte was Paul Whiteman met zijn orkest in 1924. Hij stond er vijf weken hoog mee in de hitparade. Het lied kan swingend gezongen worden in een vlot tempo maar ook langzaam. Het kan gezongen worden door jazzartiesten maar ook door een operadiva als Kiri Te Kanawa (1987). Het lied biedt veel mogelijkheden.
De revue Scandals Of 1924 werd door de kunstrecensenten hoog gewaardeerd. De revues van White werden in 1924 hoger gewaardeerd dan de revues van Lorenz Ziegfeld. Het lied wordt ook gezongen in de films 'Broadway Rhythm' uit 1944 (door Lena Horne), 'Somebody Loves Me' uit 1952 en 'Young At Heart' uit 1955, en is overigens niet te verwarren met het gelijknamige liefdesliedje uit 1893 van Hattie Starr.

## Vorm en tempo
Het lied heeft 32 maten en als structuur de liedvorm A-Á-B-A. Het (aangegeven) tempo is moderato, de maatsoort alla breve en de toonsoort F-majeur.

Het refrein (B-gedeelte):

## Vertolkers[4]
- George Barnes
- Ruby Braff
- Dave Brubeck
- Benny Carter
- Al Cohn
- Zoot Sims
- Eddie Condon
- Bob Cooper
- Tommy Dorsey
- Roy Eldridge
- Herb Ellis
- Ella Fitzgerald
- Hank Jones
- Nelson Riddle
- Jan Garber
- Erroll Garner
- Dizzy Gillespie
- Paul Gonsalves
- Benny Goodman
- Corky Hale
- Lionel Hampton
- Bill Harris
- Hampton Hawes
- Coleman Hawkins
- Fletcher Henderson
- Woody Herman
- Earl Hines
- Johnny Hodges
- Harry James
- Gene Krupa
- Meat Loaf
- Oscar Peterson
- Bud Powell
- Adrian Rollini
- Stuff Smith
- Eddie South
- Django Reinhardt
- Buddy Rich
- Art Tatum
- Jack Teagarden
- Frank Trumbauer
- George Wettling
- Ernie Wilkins
- Teddy Wilson
- Lester Young